# Collège de la Compagnie de Jésus de Pontevedra
L'ancien Collège des Jésuites est un édifice baroque du XVIIIe siècle situé dans la rue Sarmiento au cœur de la vieille ville de Pontevedra en Espagne. Institution d'enseignement secondaire fondée par les Jésuites en 1695 le bâtiment est connu aujourd'hui sous le nom de Édifice Sarmiento et est l'un des sièges du Musée de Pontevedra.

## Histoire
La construction du collège des Jésuites dans la ville a commencé en 1695 et s'est achevée en 1714, à côté de leur église (l'actuelle église Saint-Barthélemy), selon les lignes directrices du baroque international, avec une influence italienne adaptée aux formules de la tradition locale.
L'établissement a été parrainé par le prêtre Jorge de Andrade, et la municipalité de Pontevedra, dans le but de rassembler les études existantes dans la ville en un seul établissement. Ces études étaient supervisées par une fondation créée en 1644, dont le conseil d'administration comprenait d'importantes familles nobles comme les familles Guimarey, Mosquera, Villar et Pimentel et les Marquis d'Aranda. Le collège a eu des étudiants comme le père Isla ou Fray Martín Sarmiento, qui a donné son nom actuel au bâtiment. En 1683, le conseil municipal de Pontevedra a cédé le terrain pour construire le couvent et l'école des Jésuites.
En 1767, Charles III décrète l'expulsion des jésuites d'Espagne. À partir de cette  année, les bâtiments eurent différentes fonctions en tant que siège de différentes entités et sociétés, comme l'École des Premières Lettres et de la Latinité ou la Fabrique de tissus des frères anglais Lees, pionniers de l'industrialisation en Galice. En 1845, il est devenu le premier siège du lycée provincial de Pontevedra (inauguré le 19 novembre 1945), où a étudié Valle-Inclán et de l'École Normale d'instituteurs de la province de Pontevedra, ainsi qu'une école primaire. En 1860 le collège est devenu aussi le siège de la première école normale d'institutrices de Galice.
De 1903 à 1974, l'ancien Collège de la Compagnie fut le siège de l'hospice et de l'orphelinat de la province de Pontevedra, qui à partir de 1955 seront connus sous le nom de Hogar Provincial. En 1978, le ministère espagnol de l'Intérieur céda l'édifice au Musée de Pontevedra pour qu'il y rassemble ses collections. Les travaux de rénovation du bâtiment commencèrent en 1979. En septembre 1981, une exposition de gravures de Francisco de Goya a eu lieu dans son cloître. Cependant, l'ouverture définitive n'a pas eu lieu avant le 11 août 1984.
Remanié début 2010 par les architectes Eduardo Pesquera et Jesús Ulargui l'édifice fut rouvert le 21 août 2013. Le cloître intérieur a été vitré et le sous-sol et ses arcades ont été mis en valeur.

## Description
L'ancien collège et résidence des Jésuites a un plan rectangulaire. À l'extérieur, l'édifice présente une longue et sobre façade baroque en granit avec une multitude de fenêtres symétriques, à laquelle a été ajoutée plus tard la partie la plus proche de la rue Cobián Roffignac. Elle se compose d'un rez-de-chaussée et d'un premier étage. La porte à linteau dans le coin à côté de l'église est remarquable. Cette porte est décorée de plaques et de pilastres et, au-dessus, il y a un grand blason en pierre sculptée avec les armoiries de l'Espagne sur un médaillon.
À l'intérieur, un somptueux escalier en pierre mène de l'entrée du rez-de-chaussée aux premier et deuxième étages. Il fut réalisé par Mateo López en 1722.
Le cloître et le sous-sol sont également remarquables. Le cloître a deux étages avec des arcs doubles, quatre arcs de chaque côté et des pilastres d'ordre dorique. Il est semblable au cloître de l'église jésuite de Villafranca del Bierzo dans la province de Léon.
Le sous-sol a de grandes arcades. La section archéologique du musée y est installée, comprenant des milliaires romains trouvés à proximité du pont du Bourg. Au sous-sol se trouve également un restaurant: Ultramar.
Le premier étage présente des collections archéologiques du Haut Moyen Âge et de l'époque romane, dont le tympan de Palmou et deux prophètes du porche de la Gloire de la cathédrale de Saint-Jacques-de-Compostelle. Au deuxième étage d'autres salles sont consacrées aux collections de céramiques.

## Galerie

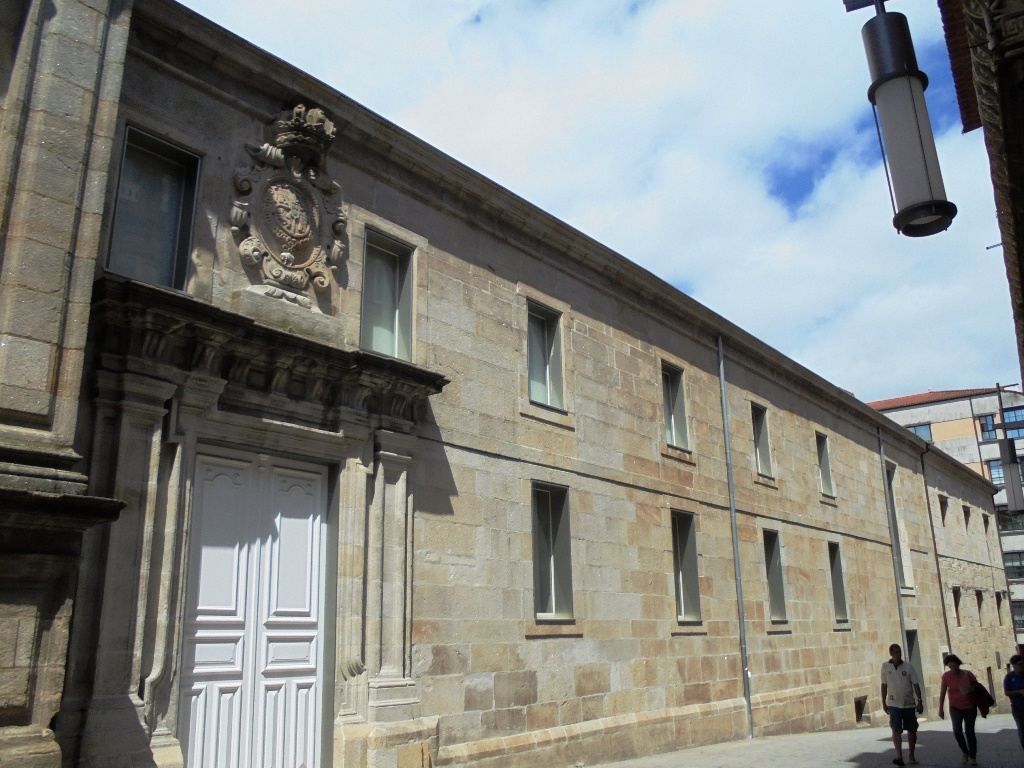
La façade principale du collège de la Compagnie
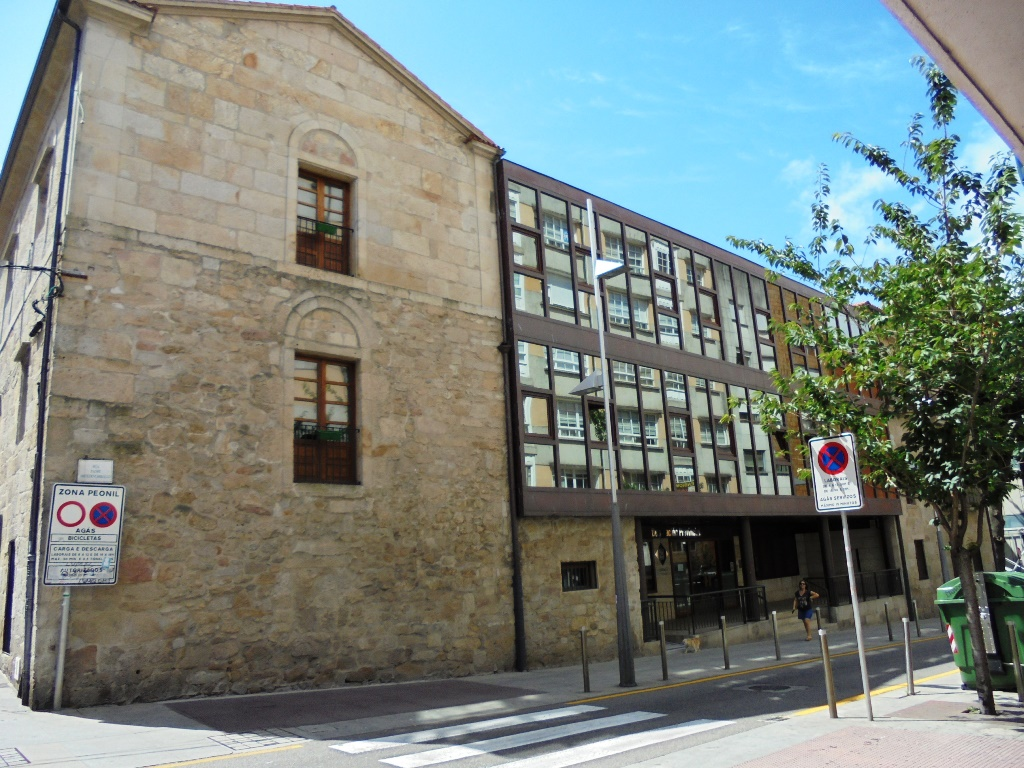
Façade rue Cobián Roffignac
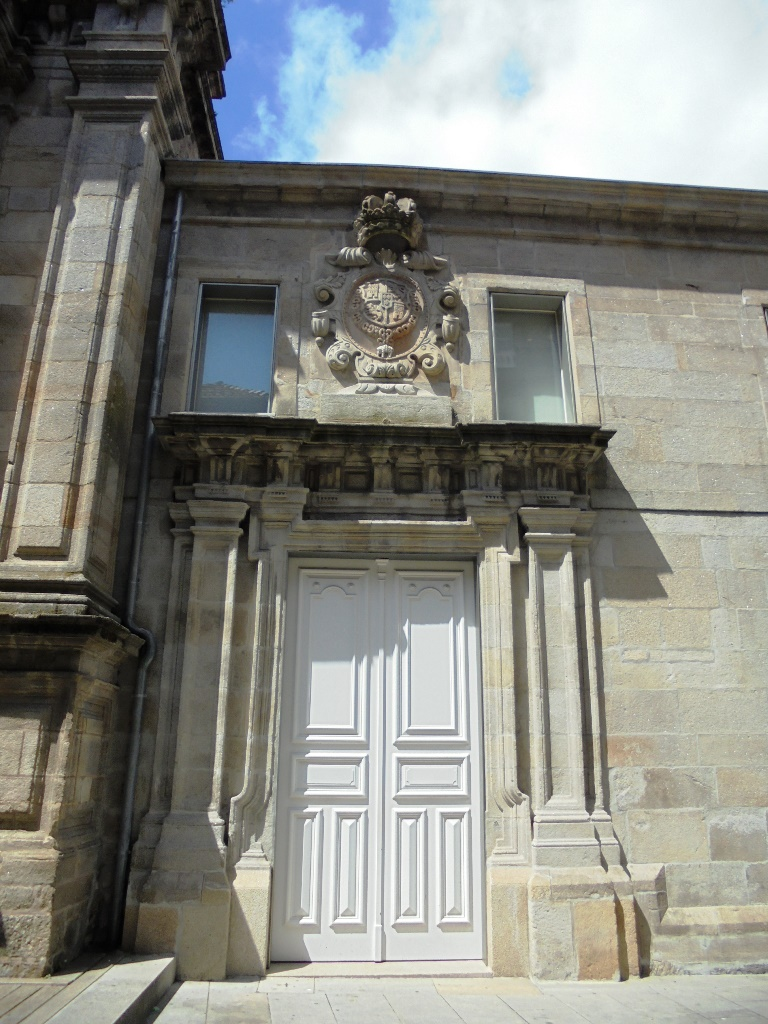
Porte d'entrée à linteau
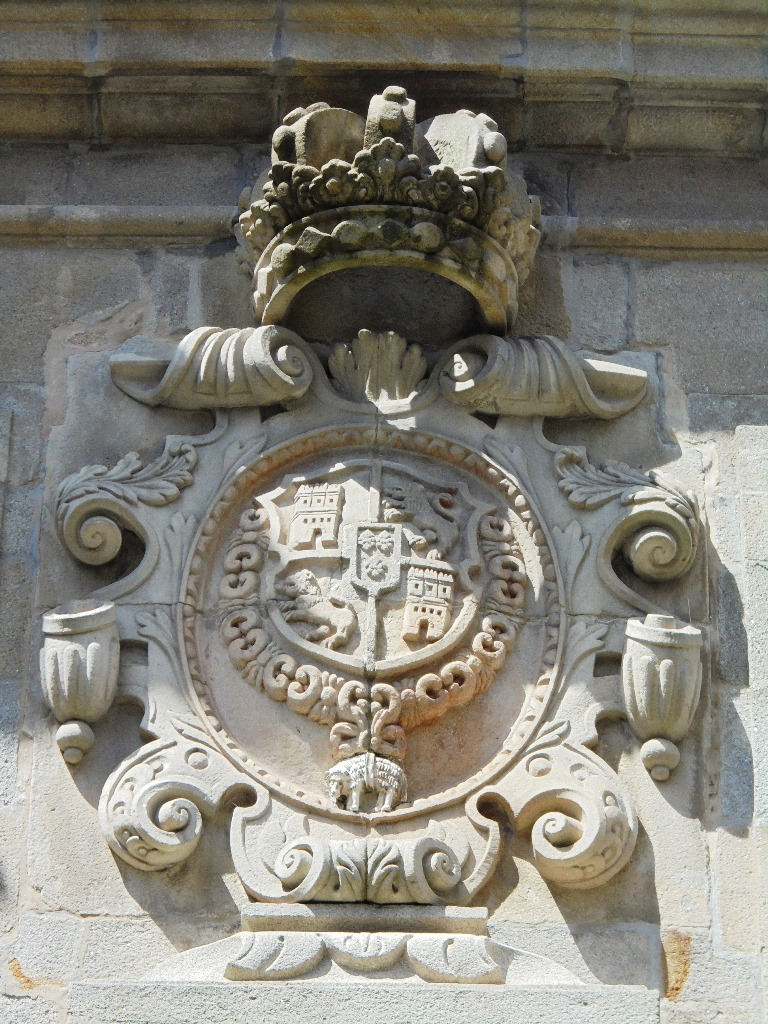
Armoiries de l'Espagne au-dessus du portail
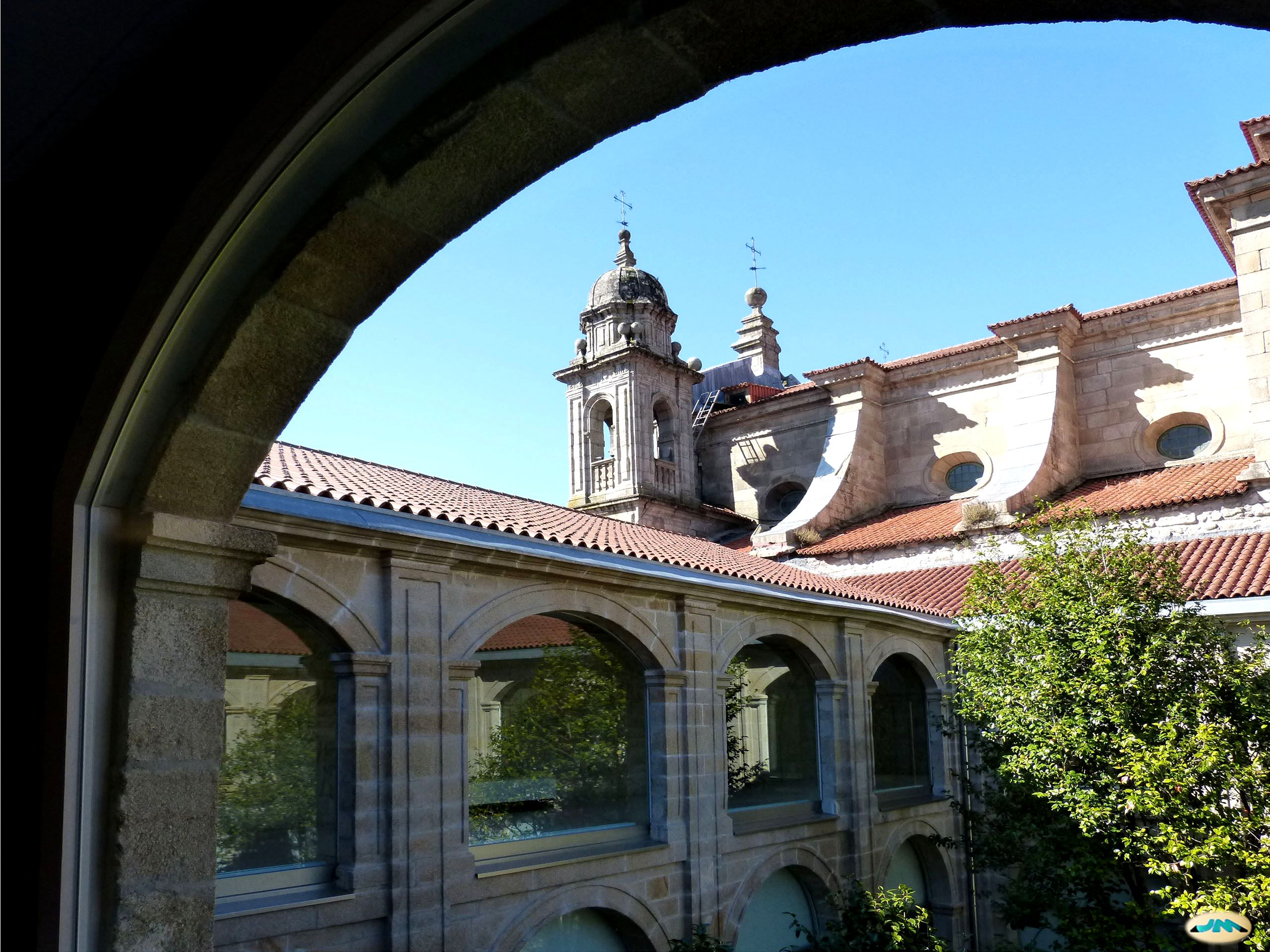
Cloître et Église Saint-Barthélemy attenante
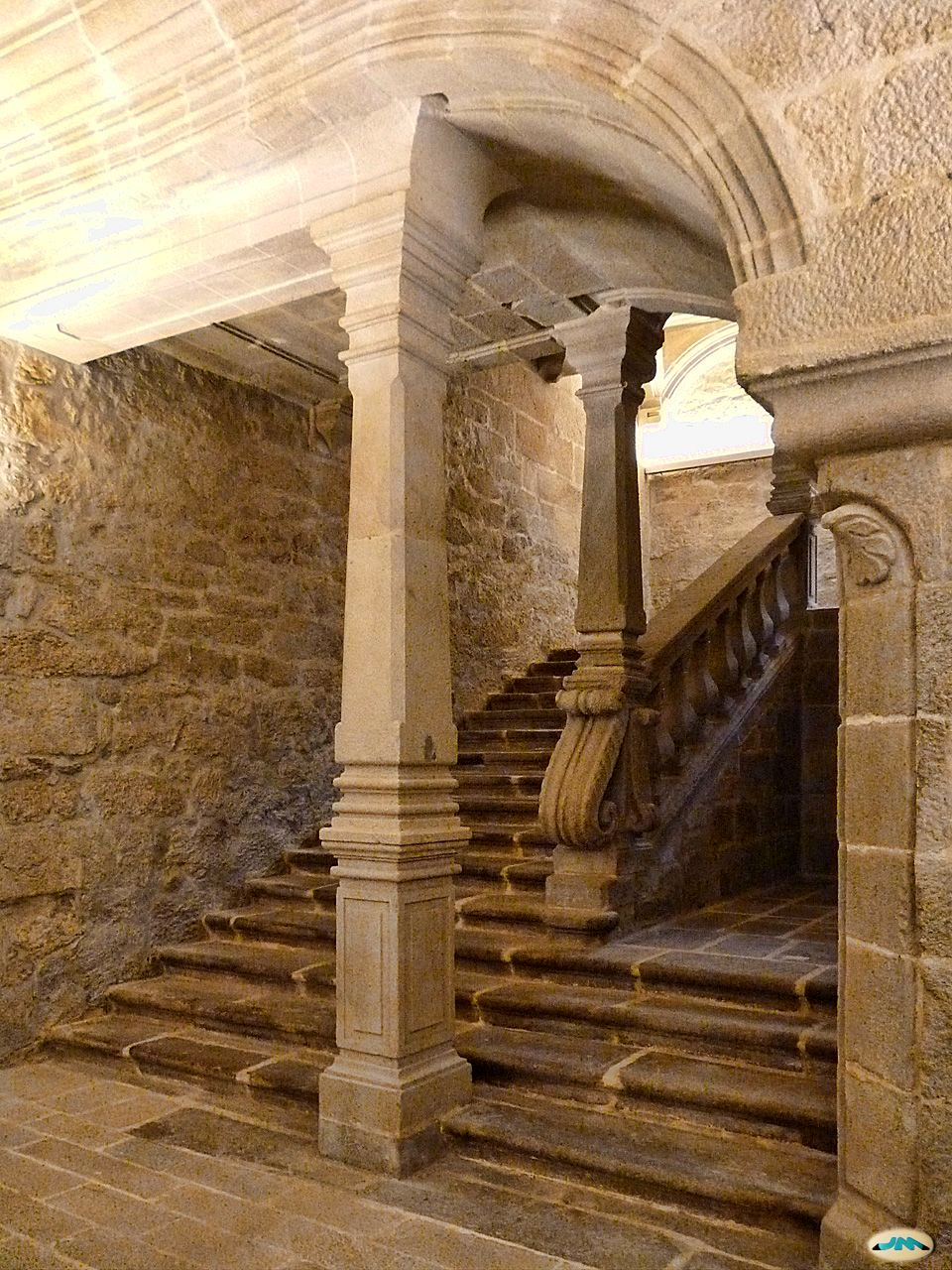
Escalier intérieur
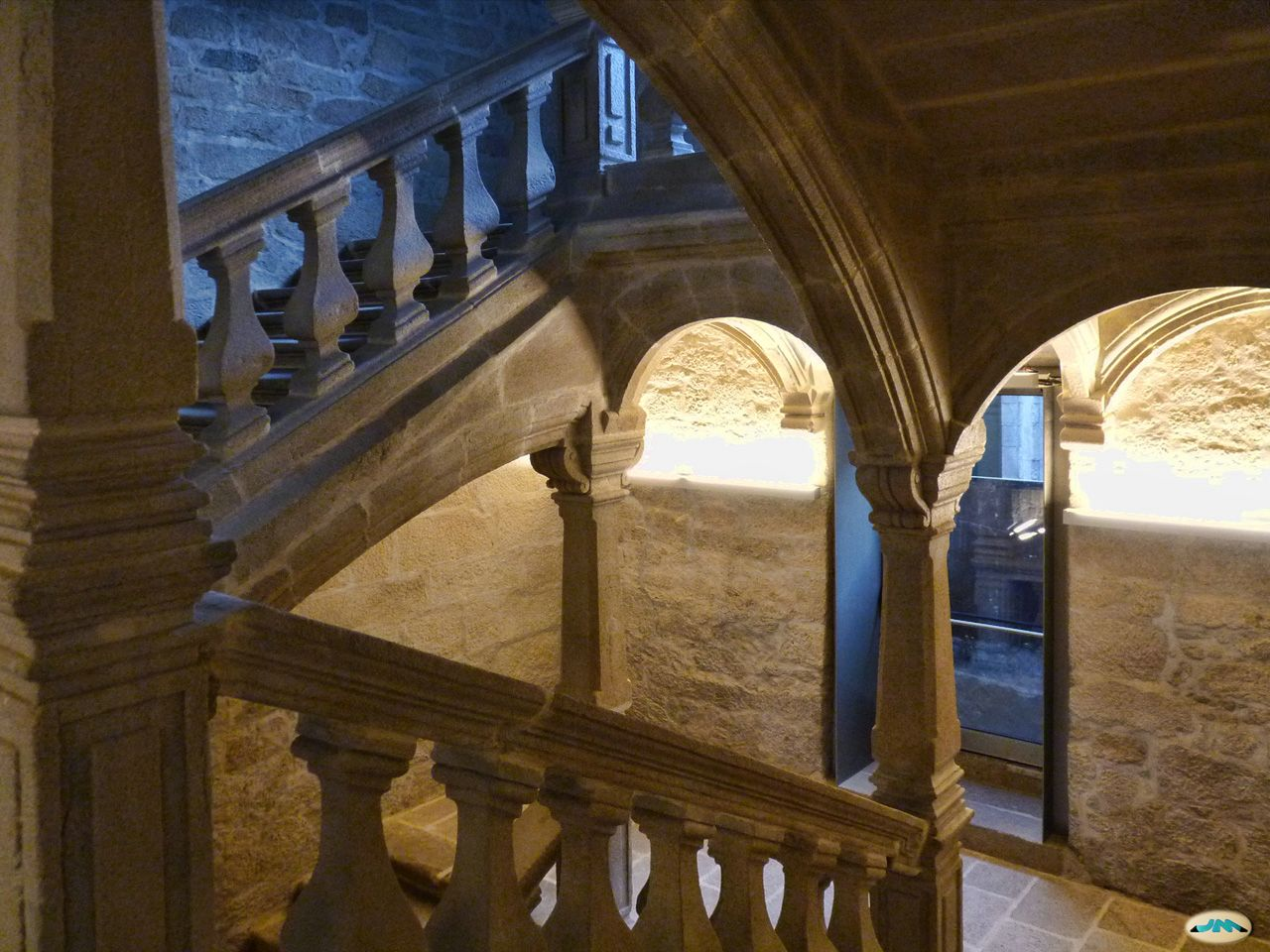
Escalier
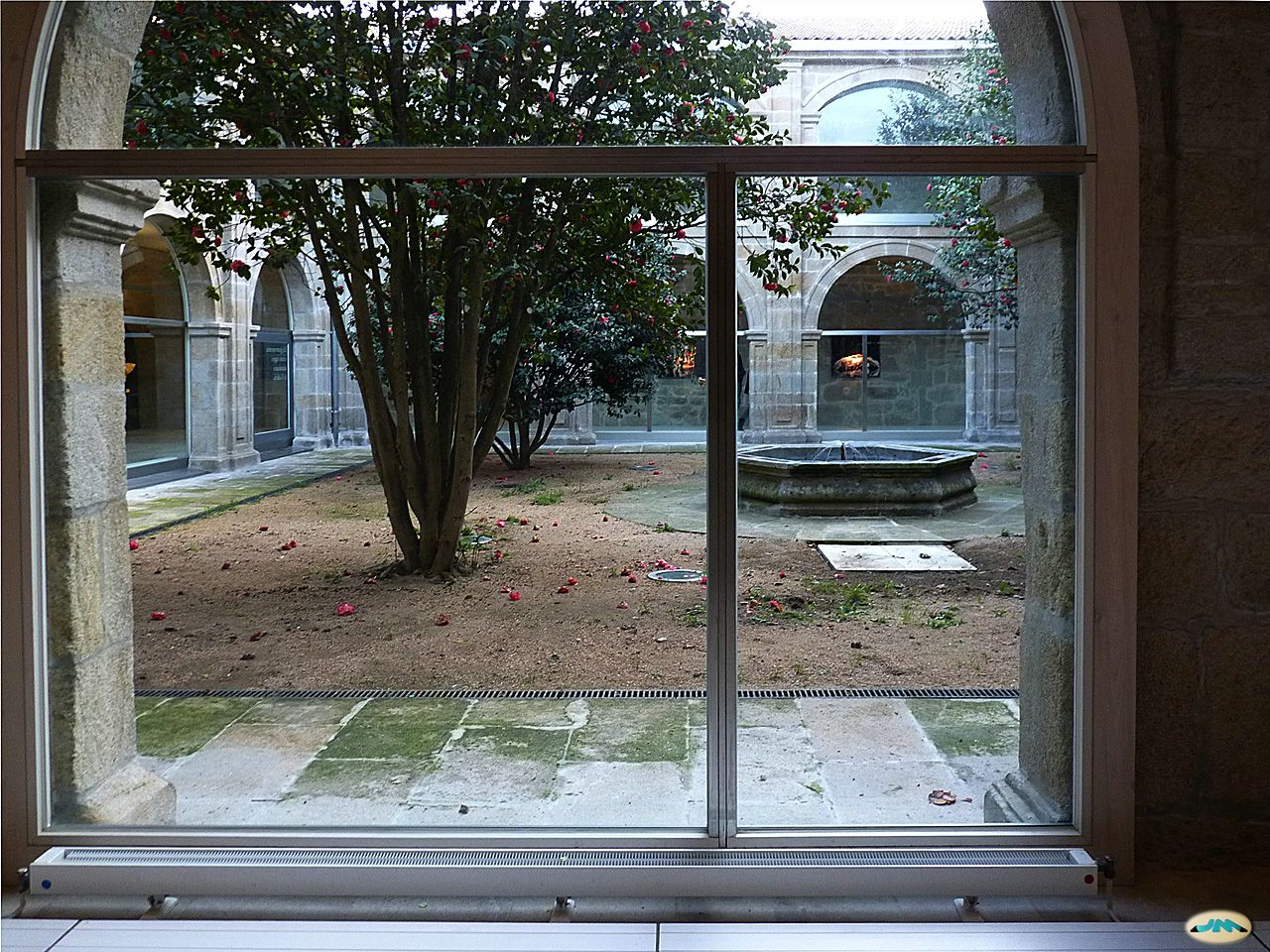
Cloître au rez-de-chaussée
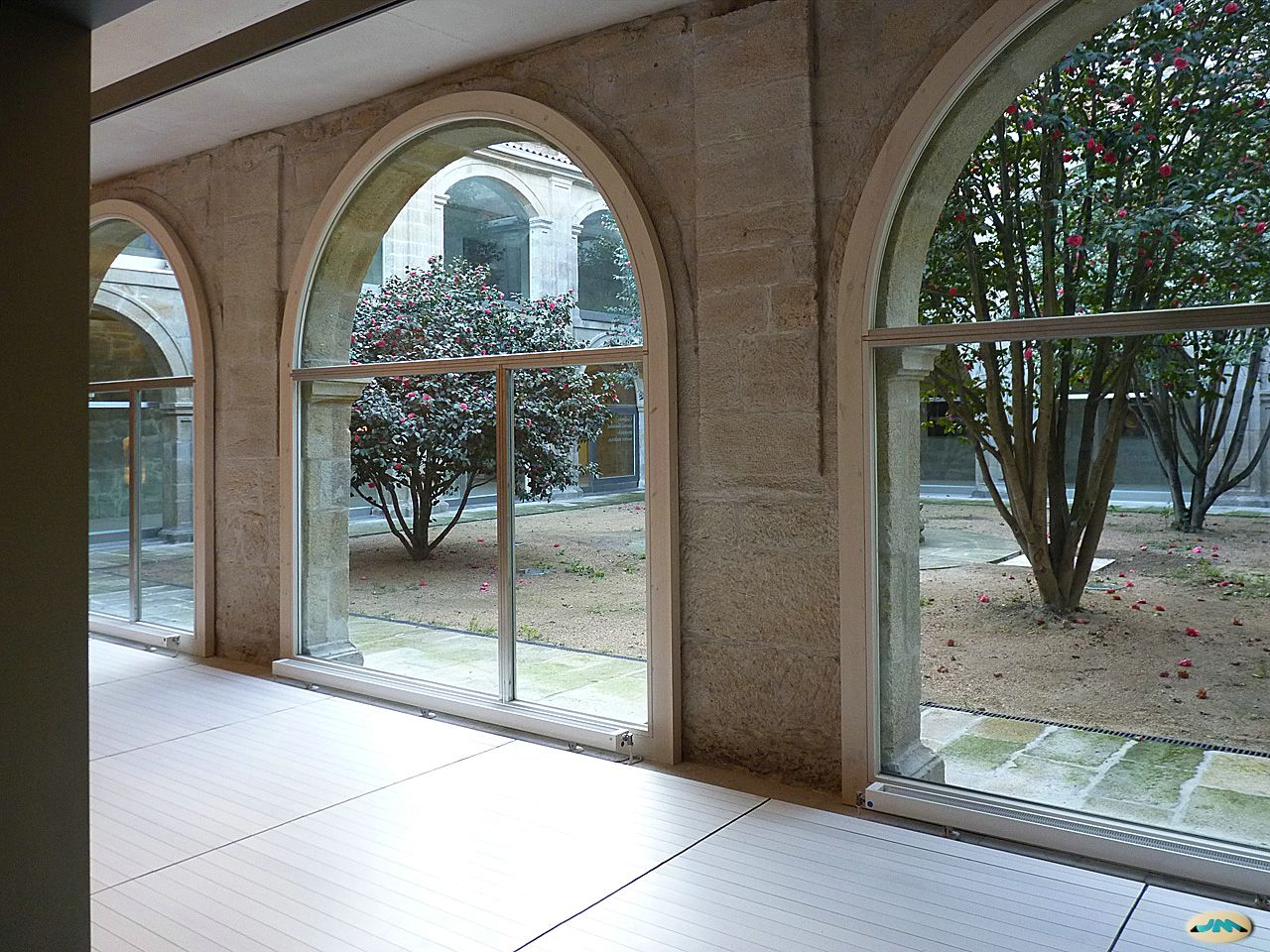
Cloître
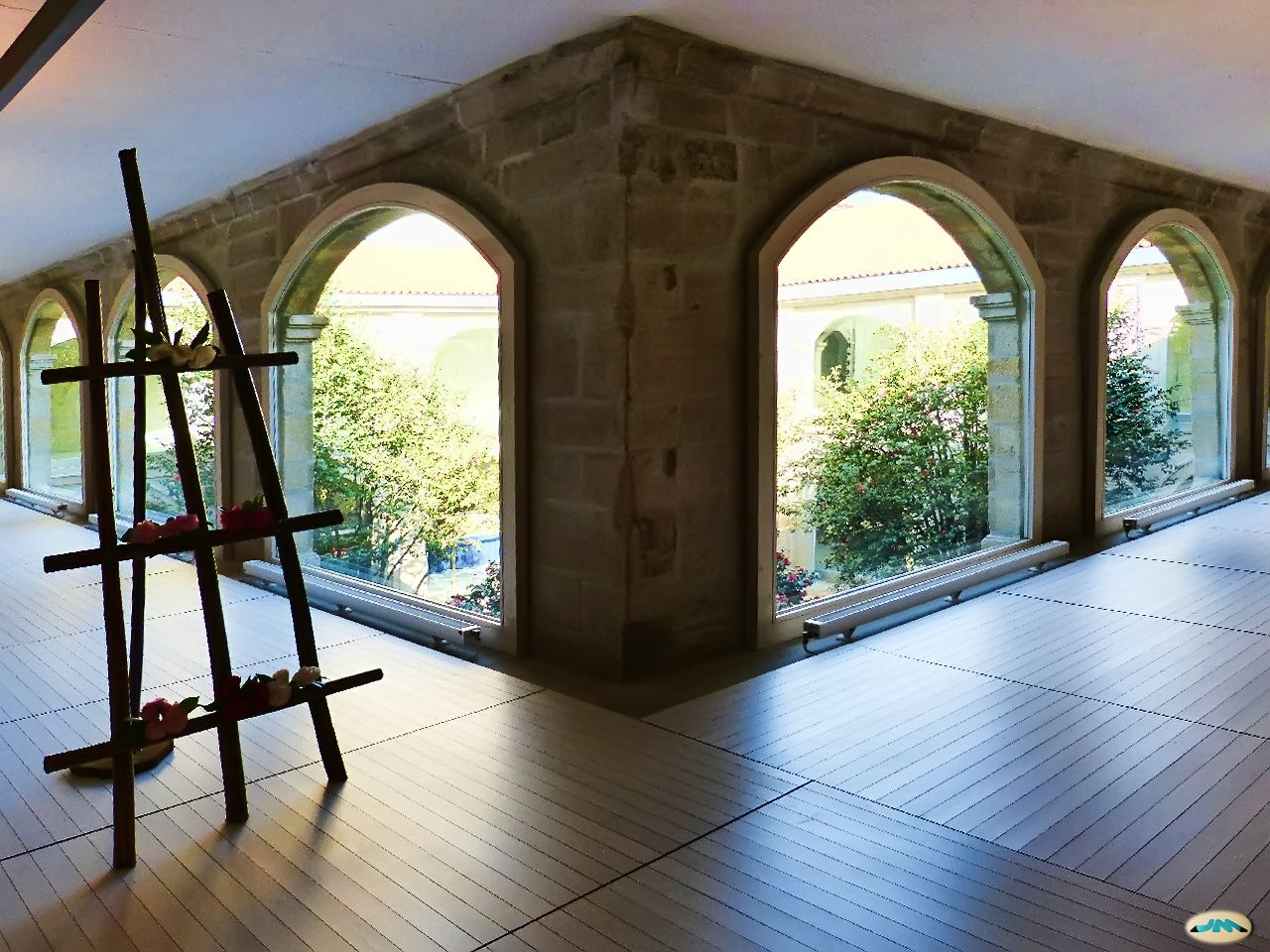
Cloître au premier étage

### Autres articles
- Rue Sarmiento
- Église Saint-Barthélemy de Pontevedra
- Architecture baroque
- Compagnie de Jésus